# Sauli Väisänen
Sauli Väisänen (* 5. Juni 1994 in Helsinki) ist ein finnischer Fußballspieler. Der Innenverteidiger spielte auch für die finnische Nationalmannschaft.

## Karriere
Sauli Väisänen spielte in seiner Jugend bei mehreren finnischen Fußballvereinen, bevor er am 6. Oktober 2013 sein Debüt für den FC Honka Espoo gab. Das Spiel gegen Kuopion PS endete mit einer 2:4-Niederlage. Zuvor war Väisänen ein wichtiger Teil von Pallohonka Juniorit, der zweiten Mannschaft von Honka gewesen.
Im Sommer 2014 wechselte er zum schwedischen Erstligisten AIK Solna, wo er für vier Spielzeiten blieb. In der Saison 2015 wurde er an den finnischen Erstligisten Helsinki IFK ausgeliehen. Dort absolvierte er sechs Ligaspiele und erzielte ein Tor.
Am 21. Juni 2017 wechselte Väisänen zum italienischen Klub SPAL Ferrara und debütierte am 20. August, beim 0:0-Unentschieden, gegen Lazio Rom. Für die Saison 2018/19 wurde er an den FC Crotone verliehen, wo er anders als bei der SPAL, direkt zum Stammspieler wurde und insgesamt 26 Serie-B-Spiele absolvieren konnte.
Im Sommer 2019 folgte ein Wechsel zum Ligakonkurrenten Chievo Verona.
Im August 2021 wechselte Väisänen zu Cosenza Calcio.

## Nationalmannschaft
Am 6. Oktober 2016 debütierte Väisänen erstmals für die finnische Nationalmannschaft. Bei der 2:3-Niederlage gegen Island wurde er vom damaligen Nationaltrainer Hans Backe in die Startelf berufen und spielte über die vollen neunzig Minuten.
Im Mai 2021 wurde er außerdem in den vorläufigen Kader für die Fußball-Europameisterschaft 2021 berufen.

## Privates
Sauli Väisänen ist der ältere Bruder von Leo Väisänen, der ebenfalls finnischer Nationalspieler ist.